# Sankt Peter im Sulmtal
Sankt Peter im Sulmtal é um município da Áustria, situado no distrito de Deutschlandsberg, no estado da Estíria. Tem 10,98 km² de área e sua população em 2019 foi estimada em 1.256 habitantes.